# Гагаишвили, Султан Ибраимовна
Султан Ибраимовна Гагаишвили (1928 года, село Квирике, АССР Аджаристан, ССР Грузия — 2015 год, Грузия) — колхозница колхоза имени Кирова Кобулетского района Аджарской АССР, Грузинская ССР. Герой Социалистического Труда (1949).

## Биография
Родилась в 1928 году в крестьянской семье в селе Квирике АССР Аджаристан. После получения начального образования в местной школе трудилась на чайной плантации колхоза имени Кирова Кобулетского района.
В 1948 году собрала 6431 килограмм сортового зелёного чайного листа на участке площадью 0,5 гектара. Указом Президиума Верховного Совета СССР от 28 августа 1949 года удостоена звания Героя Социалистического Труда за «получение высоких урожаев сортового зелёного чайного листа и цитрусовых плодов в 1948 году» с вручением ордена Ленина и золотой медали «Серп и Молот» (№ 4621).
Этим же Указом званием Героя Социалистического Труда были награждены труженики колхоза имени Кирова колхозницы Сурие Аслановна Челебадзе, Фадима Мевлудовна Челебадзе, Сурие Темеровна Челебадзе и Мерием Хасановна Чкония.
В последующем трудилась в совхозе села Сатхе Хелвачаурского района. С 1978 года — персональный пенсионер союзного значения. Скончалась в 2015 году.